# Angela Paton
Angela Paton (ur. 11 stycznia 1930  – zm. 26 maja 2016) – amerykańska aktorka filmowa i telewizyjna.

## Filmografia
seriale
- 1984: Detektyw Hunter jako Eva Sands
- 1989: Zagubiony w czasie jako Lottie Sammis
- 1992: Gdzie diabeł mówi dobranoc jako Pani Addelson
- 2000: Pohamuj entuzjazm jako Ruth
- 2010: Sons of Tucson jako Ethel

film
- 1971: Brudny Harry jako Detektyw wydziału zabójstw
- 1991: Szalone serce jako Edna
- 1994: Gdzie są moje dzieci? jako Ellie McNeil
- 2003: Die Die, Mommie jako Fanka
- 2013: I Am I jako Doris